# Coupe du monde des clubs de la FIFA 2020
Navigation
Qatar 2019 Émirats arabes unis 2021
La Coupe du monde des clubs de la FIFA 2020 est la 17e édition de la Coupe du monde des clubs de la FIFA. Elle se tient au Qatar pour la seconde fois de son histoire. Le pays organisateur a été choisi en juin 2019 par la Fédération internationale de football association (FIFA).
Les clubs champions continentaux des six confédérations continentales de football disputent le tournoi en compagnie du champion du pays organisateur.
Initialement prévue en décembre 2020, la compétition est finalement reprogrammée du 1er au 11 février 2021 en raison du report des différentes compétitions continentales dues à la pandémie de Covid-19.
Le Bayern Munich est sacré champion du monde en battant en finale les Tigres UANL sur le score de 1 à 0.

## Sélection du pays hôte
En raison du projet d'extension de la Coupe du monde des clubs pour l'édition 2021, la FIFA retarde le choix du pays hôte qui devait être initialement annoncé le 15 mars 2019,.
Le 3 juin 2019, la FIFA annonce que le Qatar est finalement choisi comme pays hôte pour les éditions 2019 et 2020, celles-ci servant ainsi de test en vue de la Coupe du monde de football 2022.

## Organisation
| Al Rayyan           | Al Rayyan              |
| ------------------- | ---------------------- |
| Stade Ahmed-ben-Ali | Education City Stadium |
| Capacité : 40 000   | Capacité : 40 000      |
|                     |                        |

## Clubs qualifiés
| Club                        | Pays                    | Confédération           | Épreuve qualificative |
| Entrent en demi-finales     | Entrent en demi-finales | Entrent en demi-finales | Entrent en demi-finales |
| --------------------------- | ----------------------- | ----------------------- | --- |
| Bayern Munich               | Allemagne               | UEFA                    | Ligue des champions de l'UEFA 2019-2020                                                                                         |
| Palmeiras                   | Brésil                  | CONMEBOL                | Copa Libertadores 2020 |
| Entrent en quarts de finale |                         |                         | |
| Tigres UANL                 | Mexique                 | CONCACAF                | Ligue des champions de la CONCACAF 2020                                                                                         |
| Al Ahly SC                  | Égypte                  | CAF                     | Ligue des champions de la CAF 2019-2020                                                                                         |
| Ulsan Hyundai               | Corée du Sud            | AFC                     | Ligue des champions de l'AFC 2020                                                                                               |
| Entrent en barrage          |                         |                         | |
| Auckland City (forfait)     | Nouvelle-Zélande        | OFC                     | Ligue des champions de l'OFC 2020 (annulée en raison de la pandémie de Covid-19 ; club désigné par le comité exécutif de l'OFC) |
| Al-Duhail SC                | Qatar                   | AFC                     | Qatar Stars League 2019-2020 (pays hôte)                                                                                        |

## Résultats

### Tableau
|  | 1er tour                | 1er tour         |                        |             | 2e tour               | 2e tour               |                 |                 | Demi-finales | Demi-finales |  |  | Finale            | Finale            |
|  | 1er février - Al Rayyan |                  |                        |             |                       |                       |                 |                 |              |              |  |  |                   |                   |
|  | Al-Duhail               | 3 (tapis vert)   |                        |             | 4 février - Al Rayyan | 4 février - Al Rayyan |                 |                 |              |              |  |  |                   |                   |
|  | Al-Duhail               | 3 (tapis vert)   |                        |             | 4 février - Al Rayyan | 4 février - Al Rayyan |                 |                 |              |              |  |  |                   |                   |
|  | Auckland City           | 0                |                        |             | Al-Duhail             | 0                     |                 |                 |              |              |  |  |                   |                   |
|  | Auckland City           | 0                | 8 février - Al Rayyan  |             | Al-Duhail             | 0                     |                 |                 |              |              |  |  |                   |                   |
|  |                         |                  |                        |             | Al Ahly               | 1                     |                 |                 |              |              |  |  |                   |                   |
|  | Al Ahly                 | 0                |                        |             | Al Ahly               | 1                     |                 |                 |              |              |  |  |                   |                   |
|  | Al Ahly                 | 0                |                        |             |                       |                       |                 |                 |              |              |  |  |                   |                   |
|  |                         |                  | Bayern Munich          | 2           |                       |                       |                 |                 |              |              |  |  |                   |                   |
|  |                         |                  | Bayern Munich          | 2           |                       |                       |                 |                 |              |              |  |  |                   |                   |
|  |                         |                  | 11 février - Al Rayyan |             |                       |                       |                 |                 |              |              |  |  |                   |                   |
|  |                         |                  |                        |             |                       |                       |                 |                 |              |              |  |  |                   |                   |
|  | Bayern Munich           | 1                |                        |             |                       |                       |                 |                 |              |              |  |  |                   |                   |
|  | Bayern Munich           | 1                | 4 février - Al Rayyan  |             |                       |                       |                 |                 |              |              |  |  |                   |                   |
|  |                         | Tigres UANL      | 0                      |             |                       |                       |                 |                 |              |              |  |  |                   |                   |
|  |                         |                  | 0                      | Tigres UANL | 2                     |                       |                 |                 |              |              |  |  |                   |                   |
|  | 7 février - Al Rayyan   |                  |                        | Tigres UANL | 2                     |                       |                 |                 |              |              |  |  |                   |                   |
|  |                         | Ulsan Hyundai    | 1                      |             |                       |                       |                 |                 |              |              |  |  |                   |                   |
|  | Palmeiras               | Ulsan Hyundai    | 1                      | 0           |                       |                       |                 |                 |              |              |  |  |                   |                   |
|  | Palmeiras               | Cinquième place  | Cinquième place        | 0           |                       |                       | Troisième place | Troisième place |              |              |  |  |                   |                   |
|  |                         | Cinquième place  | Cinquième place        |             | Tigres UANL           | 1                     | Troisième place | Troisième place |              |              |  |  |                   |                   |
|  | Ulsan Hyundai           | 1                | Al Ahly                | 0 tab(3)    | Tigres UANL           | 1                     |                 |                 |              |              |  |  |                   |                   |
|  | Ulsan Hyundai           | 1                | Al Ahly                | 0 tab(3)    |                       |                       |                 |                 |              |              |  |  |                   |                   |
|  | Al-Duhail               | 3                | Palmeiras              | 0 (2)       |                       |                       |                 |                 |              |              |  |  |                   |                   |
|  | Al-Duhail               | 3                | Palmeiras              | 0 (2)       |                       |                       |                 |                 |              |              |  |  |                   |                   |
|  | 7 février - Doha        | 7 février - Doha |                        |             |                       |                       |                 |                 |              |              |  |  | 11 février - Doha | 11 février - Doha |

### Premier tour
| Match 1          | Al-Duhail SC | 3 - 0 Q - forfait | Auckland City | Stade Ahmed-ben-Ali, Al Rayyan |
| 1er février 2021 |              |                   |               |                                |
|                  | Rapport      |                   |               |                                |

### Deuxième tour
| Match 2                      | Tigres UANL             | 2 - 1   | Ulsan Hyundai | Stade Ahmed-ben-Ali, Al Rayyan                             |                                                            |
| 4 février 2021 17h00 (UTC+3) | Gignac 38e 45+5e (pen.) | (2 - 1) | 24e Kim       | Arbitrage : Esteban Ostojich Arbitre vidéo : Nicolas Gallo | Arbitrage : Esteban Ostojich Arbitre vidéo : Nicolas Gallo |
| 4 février 2021 17h00 (UTC+3) | Rapport                 |         |               | Arbitrage : Esteban Ostojich Arbitre vidéo : Nicolas Gallo | Arbitrage : Esteban Ostojich Arbitre vidéo : Nicolas Gallo |

| Match 3                      | Al-Duhail SC | 0 - 1   | Al Ahly SC    | Education City Stadium, Al Rayyan                      |                                                        |
| 4 février 2021 20h30 (UTC+3) |              | (0 - 1) | 30e El Shahat | Arbitrage : Mario Escobar Arbitre vidéo : Drew Fischer | Arbitrage : Mario Escobar Arbitre vidéo : Drew Fischer |
| 4 février 2021 20h30 (UTC+3) | Rapport      |         |               | Arbitrage : Mario Escobar Arbitre vidéo : Drew Fischer | Arbitrage : Mario Escobar Arbitre vidéo : Drew Fischer |

### Match pour la cinquième place
| Match 4                      | Ulsan Hyundai | 1 - 3   | Al-Duhail SC                                | Stade Ahmed-ben-Ali, Al Rayyan                                |                                                               |
| 7 février 2021 18h00 (UTC+3) | Yoon 62e      | (0 - 1) | 21e Edmilson Junior · 66e Muntari · 82e Ali | Arbitrage : Edina Alves Batista Arbitre vidéo : Nicolas Gallo | Arbitrage : Edina Alves Batista Arbitre vidéo : Nicolas Gallo |
| 7 février 2021 18h00 (UTC+3) | Rapport       |         |                                             | Arbitrage : Edina Alves Batista Arbitre vidéo : Nicolas Gallo | Arbitrage : Edina Alves Batista Arbitre vidéo : Nicolas Gallo |

### Demi-finales
| Match 5                      | Palmeiras | 0 - 1   | Tigres UANL       | Education City Stadium, Al Rayyan                     |                                                       |
| 7 février 2021 21h00 (UTC+3) |           | (0 - 0) | 54e (pen.) Gignac | Arbitrage : Danny Makkelie Arbitre vidéo : Kevin Blom | Arbitrage : Danny Makkelie Arbitre vidéo : Kevin Blom |
| 7 février 2021 21h00 (UTC+3) | Rapport   |         |                   | Arbitrage : Danny Makkelie Arbitre vidéo : Kevin Blom | Arbitrage : Danny Makkelie Arbitre vidéo : Kevin Blom |

| Match 6                      | Al Ahly SC | 0 - 2   | Bayern Munich       | Stade Ahmed-ben-Ali, Al Rayyan                                              |                                                                             |
| 8 février 2021 21h00 (UTC+3) |            | (0 - 1) | 17e 86e Lewandowski | Arbitrage : Mohammed Abdulla Hassan Mohamed Arbitre vidéo : Khamis Al-Marri | Arbitrage : Mohammed Abdulla Hassan Mohamed Arbitre vidéo : Khamis Al-Marri |
| 8 février 2021 21h00 (UTC+3) | Rapport    |         |                     | Arbitrage : Mohammed Abdulla Hassan Mohamed Arbitre vidéo : Khamis Al-Marri | Arbitrage : Mohammed Abdulla Hassan Mohamed Arbitre vidéo : Khamis Al-Marri |

### Match pour la troisième place
| Match 7                       | Al Ahly SC                                 | 0 - 0             | Palmeiras                                          | Education City Stadium, Al Rayyan                        |                                                          |
| 11 février 2021 18h00 (UTC+3) |                                            | (0 - 0)           |                                                    | Arbitrage : Maguette Ndiaye Arbitre vidéo : Drew Fischer | Arbitrage : Maguette Ndiaye Arbitre vidéo : Drew Fischer |
| 11 février 2021 18h00 (UTC+3) | Rapport                                    |                   |                                                    | Arbitrage : Maguette Ndiaye Arbitre vidéo : Drew Fischer | Arbitrage : Maguette Ndiaye Arbitre vidéo : Drew Fischer |
| 11 février 2021 18h00 (UTC+3) | Benoun · El Sulaya · Mohsen · Hany · Ajayi | Tirs au but 3 - 2 | Rony · Luiz Adriano · Scarpa · Gómez · Felipe Melo | Arbitrage : Maguette Ndiaye Arbitre vidéo : Drew Fischer | Arbitrage : Maguette Ndiaye Arbitre vidéo : Drew Fischer |

### Finale
| Bayern Munich ·   |                          |     |
| Titulaires :      |                          |     |
|                   |                          |     |
| 1                 | Manuel Neuer             |     |
| 4                 | Niklas Süle              |     |
| 5                 | Benjamin Pavard          |     |
| 19                | Alphonso Davies          |     |
| 21                | Lucas Hernandez          |     |
| 6                 | Joshua Kimmich           |     |
| 7                 | Serge Gnabry             | 64e |
| 10                | Leroy Sané               | 73e |
| 29                | Kingsley Coman           |     |
| 27                | David Alaba              | 73e |
| 9                 | Robert Lewandowski       | 73e |
|                   |                          |     |
| Remplaçants :     |                          |     |
| 34                | Lukas Schneller          |     |
| 39                | Ron-Thorben Hoffmann     |     |
| 11                | Douglas Costa            | 73e |
| 13                | Eric Maxim Choupo-Moting | 73e |
| 20                | Bouna Sarr               |     |
| 22                | Marc Roca                |     |
| 24                | Corentin Tolisso         | 64e |
| 28                | Tiago Dantas             |     |
| 42                | Jamal Musiala            | 73e |
|                   |                          |     |
| Entraîneur :      |                          |     |
| Hans-Dieter Flick |                          |     |

| Tigres UANL ·    |                     |     |
| Titulaires :     |                     |     |
|                  |                     |     |
| 1                | Nahuel Guzmán       |     |
| 3                | Carlos Salcedo      |     |
| 13               | Diego Reyes         |     |
| 28               | Luis Rodríguez 69e  | 80e |
| 29               | Jesús Dueñas 42e    |     |
| 5                | Rafael Carioca 90e  |     |
| 19               | Guido Pizarro       |     |
| 20               | Javier Aquino       |     |
| 23               | Luis Quiñones       |     |
| 10               | André-Pierre Gignac |     |
| 32               | Carlos González     |     |
|                  |                     |     |
| Remplaçants :    |                     |     |
| 35               | Juan Pablo Chávez   |     |
| 50               | Arturo Delgado      |     |
| 4                | Hugo Ayala          |     |
| 8                | Jordan Sierra       |     |
| 14               | Juan José Purata    |     |
| 17               | Leonardo Fernández  |     |
| 18               | Aldo Cruz           |     |
| 21               | Francisco Meza      |     |
| 22               | Raymundo Fulgencio  |     |
| 33               | Julián Quiñones     | 80e |
| 43               | Érick Ávalos        |     |
| 52               | Patrick Ogama       |     |
|                  |                     |     |
| Entraîneur :     |                     |     |
| Ricardo Ferretti |                     |     |

| Bayern Munich ·   |                          |     |
| Titulaires :      |                          |     |
|                   |                          |     |
| 1                 | Manuel Neuer             |     |
| 4                 | Niklas Süle              |     |
| 5                 | Benjamin Pavard          |     |
| 19                | Alphonso Davies          |     |
| 21                | Lucas Hernandez          |     |
| 6                 | Joshua Kimmich           |     |
| 7                 | Serge Gnabry             | 64e |
| 10                | Leroy Sané               | 73e |
| 29                | Kingsley Coman           |     |
| 27                | David Alaba              | 73e |
| 9                 | Robert Lewandowski       | 73e |
|                   |                          |     |
| Remplaçants :     |                          |     |
| 34                | Lukas Schneller          |     |
| 39                | Ron-Thorben Hoffmann     |     |
| 11                | Douglas Costa            | 73e |
| 13                | Eric Maxim Choupo-Moting | 73e |
| 20                | Bouna Sarr               |     |
| 22                | Marc Roca                |     |
| 24                | Corentin Tolisso         | 64e |
| 28                | Tiago Dantas             |     |
| 42                | Jamal Musiala            | 73e |
|                   |                          |     |
| Entraîneur :      |                          |     |
| Hans-Dieter Flick |                          |     |

| Tigres UANL ·    |                     |     |
| Titulaires :     |                     |     |
|                  |                     |     |
| 1                | Nahuel Guzmán       |     |
| 3                | Carlos Salcedo      |     |
| 13               | Diego Reyes         |     |
| 28               | Luis Rodríguez 69e  | 80e |
| 29               | Jesús Dueñas 42e    |     |
| 5                | Rafael Carioca 90e  |     |
| 19               | Guido Pizarro       |     |
| 20               | Javier Aquino       |     |
| 23               | Luis Quiñones       |     |
| 10               | André-Pierre Gignac |     |
| 32               | Carlos González     |     |
|                  |                     |     |
| Remplaçants :    |                     |     |
| 35               | Juan Pablo Chávez   |     |
| 50               | Arturo Delgado      |     |
| 4                | Hugo Ayala          |     |
| 8                | Jordan Sierra       |     |
| 14               | Juan José Purata    |     |
| 17               | Leonardo Fernández  |     |
| 18               | Aldo Cruz           |     |
| 21               | Francisco Meza      |     |
| 22               | Raymundo Fulgencio  |     |
| 33               | Julián Quiñones     | 80e |
| 43               | Érick Ávalos        |     |
| 52               | Patrick Ogama       |     |
|                  |                     |     |
| Entraîneur :     |                     |     |
| Ricardo Ferretti |                     |     |

## Classement
| Rang | Club          | Pays         |
| ---- | ------------- | ------------ |
| 1    | Bayern Munich | Allemagne    |
| 2    | Tigres UANL   | Mexique      |
| 3    | Al Ahly SC    | Égypte       |
| 4    | Palmeiras     | Brésil       |
| 5    | Al-Duhail SC  | Qatar        |
| 6    | Ulsan Hyundai | Corée du Sud |

## Récompenses
| Prix              | Lauréat             | Club          |
| ----------------- | ------------------- | ------------- |
| Ballon d'or       | Robert Lewandowski  | Bayern Munich |
| Ballon d'argent   | André-Pierre Gignac | Tigres UANL   |
| Ballon de bronze  | Joshua Kimmich      | Bayern Munich |
| Prix du fair-play | Al-Duhail SC        | Al-Duhail SC  |

## Classement des buteurs
| Rang | Joueur              | Club          | Buts |
| ---- | ------------------- | ------------- | ---- |
| 1    | André-Pierre Gignac | Tigres UANL   | 3    |
| 2    | Robert Lewandowski  | Bayern Munich | 2    |
| 3    | Kim Kee-hee         | Ulsan Hyundai | 1    |
| 3    | Hussein El Shahat   | Al Ahly SC    | 1    |
| 3    | Edmilson Junior     | Al-Duhail SC  | 1    |
| 3    | Yoon Bit-garam      | Ulsan Hyundai | 1    |
| 3    | Mohammed Muntari    | Al-Duhail SC  | 1    |
| 3    | Almoez Ali          | Al-Duhail SC  | 1    |
| 3    | Benjamin Pavard     | Bayern Munich | 1    |